# Lerch von Dirmstein

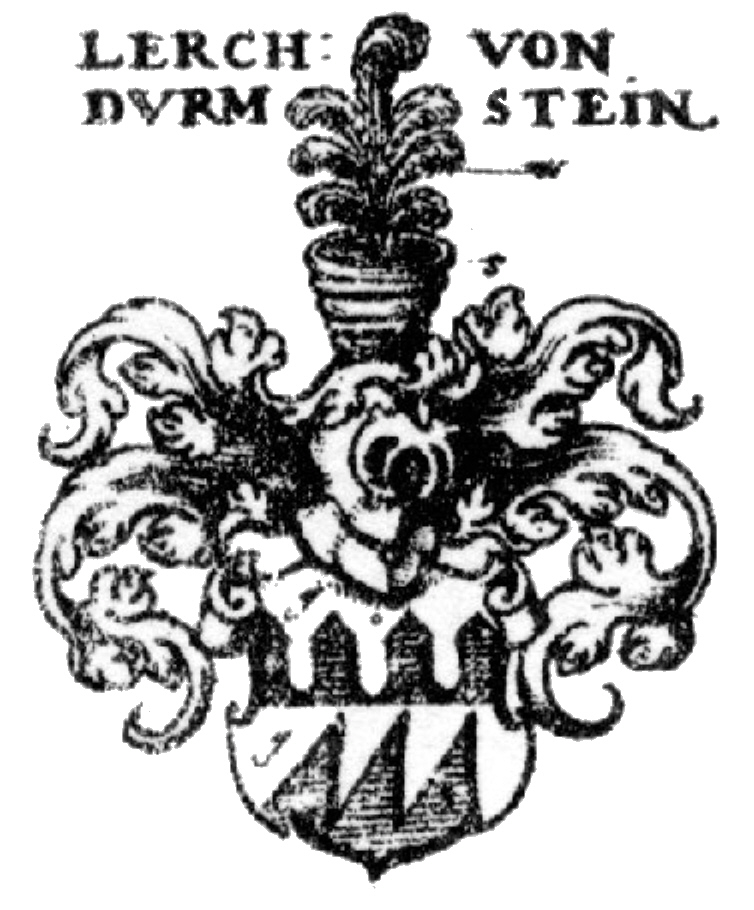
Das Wappen der Lerch von Dirmstein

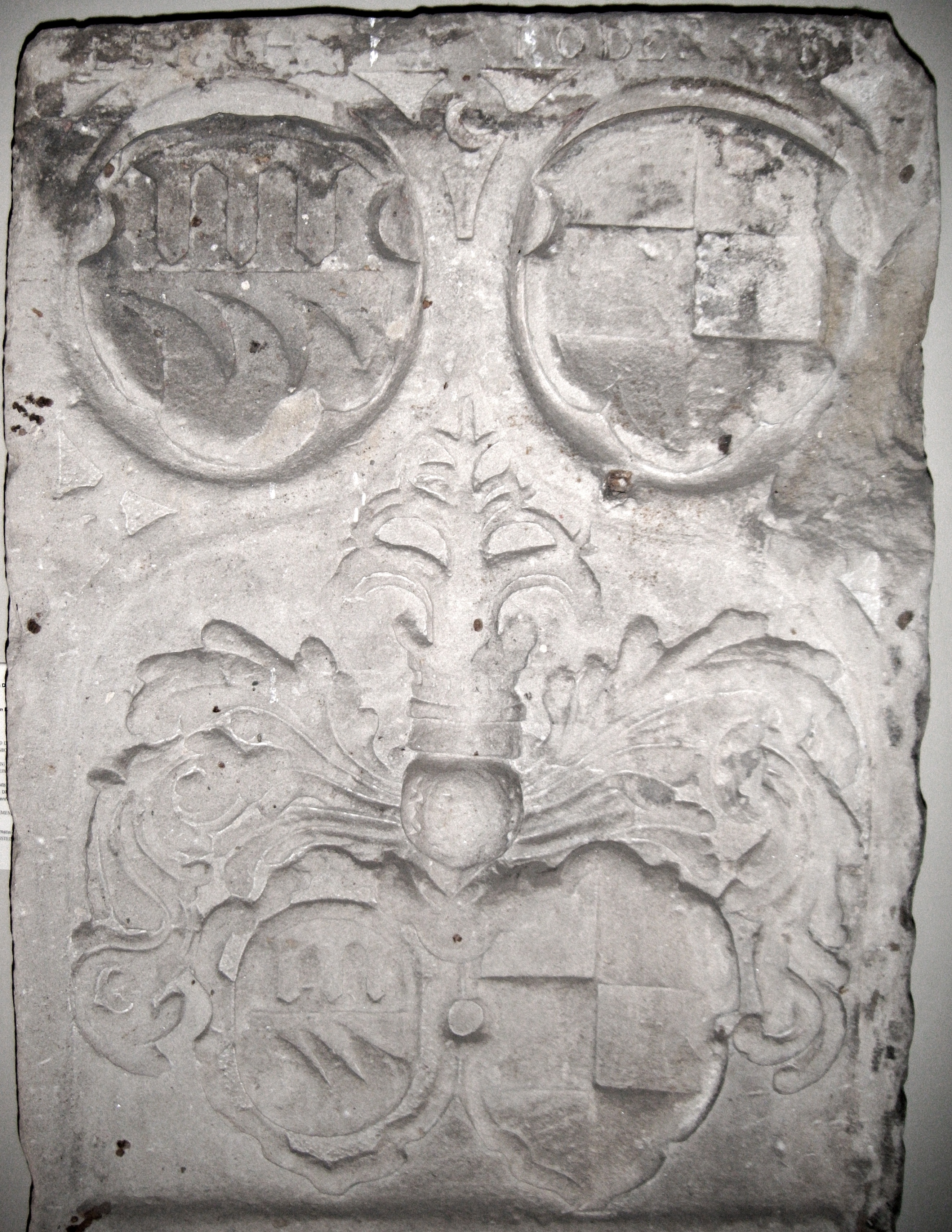
Doppelwappen Lerch von Dirmstein (links) und von Rodenstein. Detail vom Grabstein der Agnes Lerch von Dirmstein, geb. von Rodenstein († 1617), Schwester des Wormser Bischofs Philipp von Rodenstein, Stadtmuseum Worms

Die Herren Lerch von Dirmstein, auch von Dürmstein und von Durmstein, in manchen Urkunden auch – vermutlich wegen familiär vererbter Kleinwüchsigkeit – Lerckel oder Lerckell („Lerchlein“) genannt, sind als begüterte Familie in Südwestdeutschland seit dem 13. Jahrhundert nachgewiesen. Sie gehörten dem niederen Adel an. Ihr Ursprung lag in Dirmstein in der nordöstlichen Pfalz, sie hatten jedoch auch Besitztümer in den heutigen Regionen Rheinhessen, Unterfranken und Württemberg.

## Ursprung
Der einflussreichste Vertreter der Familie, Caspar Lerch IV. (1575–1642), führte in seinen genealogischen Aufzeichnungen den Ursprung seines Geschlechtes auf eine Adelsfamilie Frambalcken von Dirmstein zurück, über die es sonst keine Zeugnisse gibt.
Erstmals wurde ein Jacob Lerch von Dirmstein in einer Urkunde von 1281 erwähnt; er soll 1298 gestorben sein. Die Linie setzt sich ununterbrochen fort über Jacob Lerch II. († um 1356), Jacob Lerch III. († 1400), Caspar Lerch I. († 1480), Caspar Lerch II. (um 1480–1548) und Caspar Lerch III. (1540–1590) bis zu dem genannten Chronisten. Ein Sohn von Caspar Lerch III. war verheiratet mit der Schwester des Wormser Bischofs Philipp von Rodenstein (1564–1604).

## Hospitalstiftung

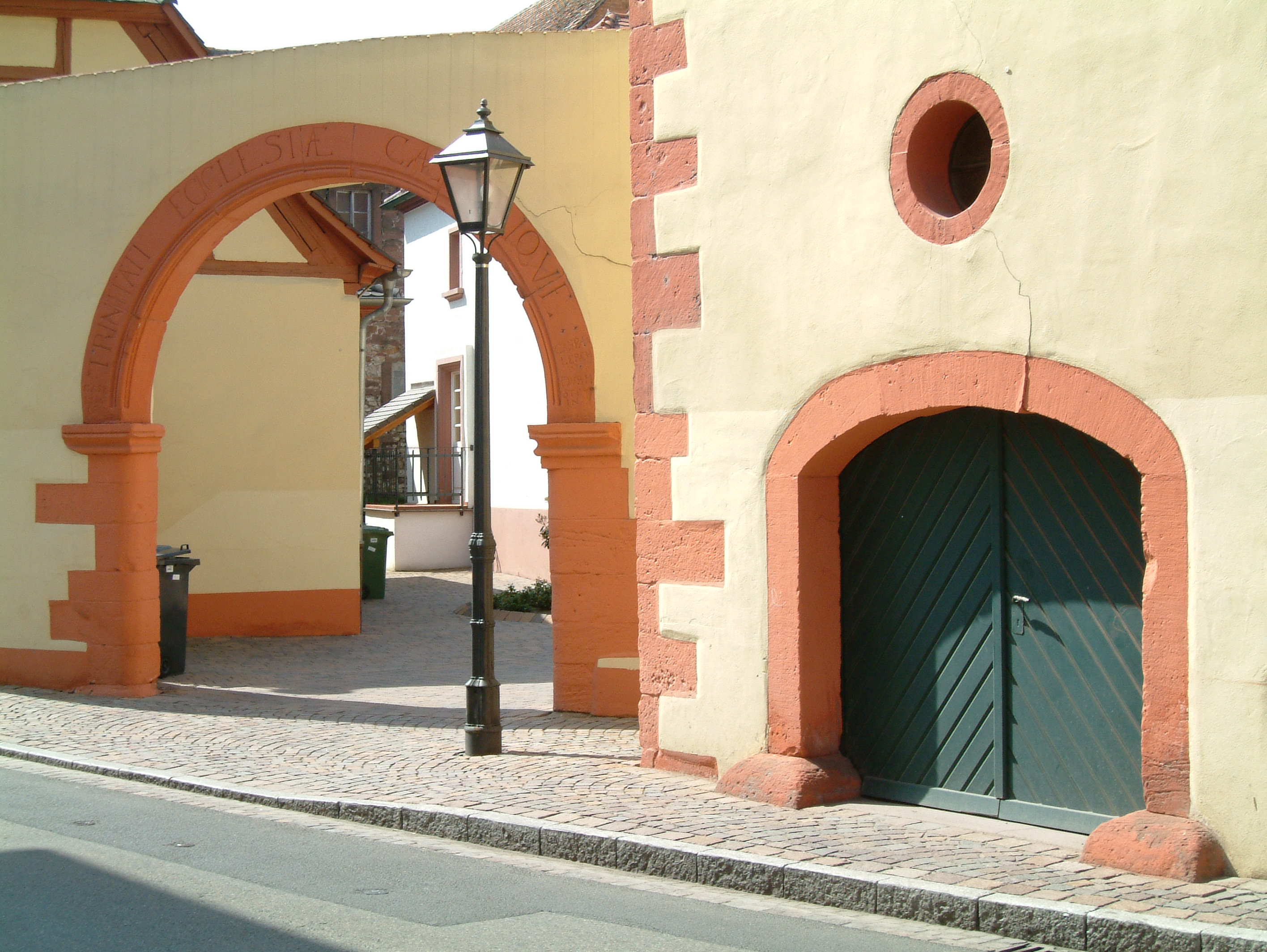
Torbogen am Spitalhof mit Inschrift Caspar Lerchs

Der Großvater dieses vierten Caspar Lerch, der zweite Caspar Lerch, errichtete am 14. August 1543 für das bereits vorhandene Hospiz Dirmstein eine Stiftung, die bis heute als öffentlich-rechtliche Katholische Hospitalstiftung Dirmstein fortbesteht und über beachtliches Vermögen verfügt.
Als Grundstock verwendete der Stifter das Sühnegeld von 350 Gulden, das acht Jahre nach dem Tod seines Sohnes Christoph Caspar vertraglich abgesichert wurde. Dieser war als 21-Jähriger am 13. Mai 1531 im nahen Weinsheim bei einem Duell mit Hans Sigmund von Plenningen zu Tode gekommen.
Durch den Schuldner bezahlt wurde das Sühnegeld, das samt aufgelaufenen Zinsen schließlich 464 Gulden betrug, erst am 22. März 1563, während die Stiftung bereits am 14. August 1543 in Ladenburg beurkundet worden war; Heinrich von der Pfalz, der Bischof von Worms, hatte sich damals erfolgreich um Vermittlung bemüht. Zum Zeitpunkt der Zahlung war der Stifter bereits 15 Jahre tot; sein Vermächtnis wurde durch seinen Sohn, den dritten Caspar Lerch, fortgeführt.

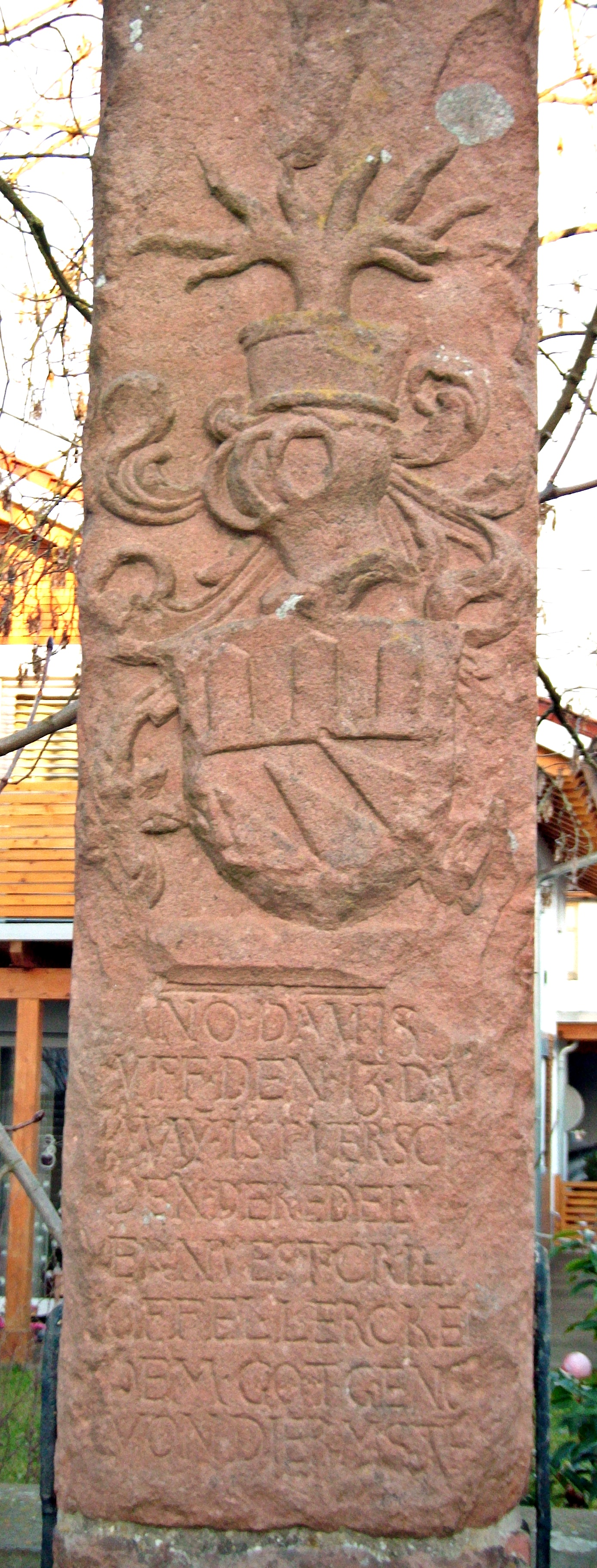
Wappen und Inschrift am Weinsheimer Gedenkkreuz

In Weinsheim hatte der zweite Caspar Lerch zum Andenken an den getöteten Sohn ein Gedenkkreuz mit dem Familienwappen und folgender Inschrift errichten lassen:
| ANO DMI 15[31] VFF DEN 13 DA[G] MAY IST VERSCH[I] DEN DER EDEL [VND] ERNVEST CHRIE[ST] OFFEL LERCKE[L] DEM GOT GENA[D] VON DIERMSTE[IN] |

Im heutigen Schriftdeutsch heißt das: Im Jahr des Herrn 1531 auf den 13. Tag des Mai ist verschieden der edle und ehrenfeste Christoph Lerch, dem Gott gnädig (sei), von Dirmstein.
Am ursprünglichen Platz westlich des Dorfs am Weg nach Dirmstein wurde das Kreuz noch 1615 von dem Inschriftensammler und Historiker Georg Helwich vorgefunden und in sein Werk Syntagma Monumentorum et Epitaphiorum – deutsch: Liste der Denkmäler und Grabinschriften – aufgenommen. Versetzt an den heutigen Standort in der Weinsheimer Hauptstraße wurde es laut Zusatzinschrift im Jahre 1783.

## Bauwerke

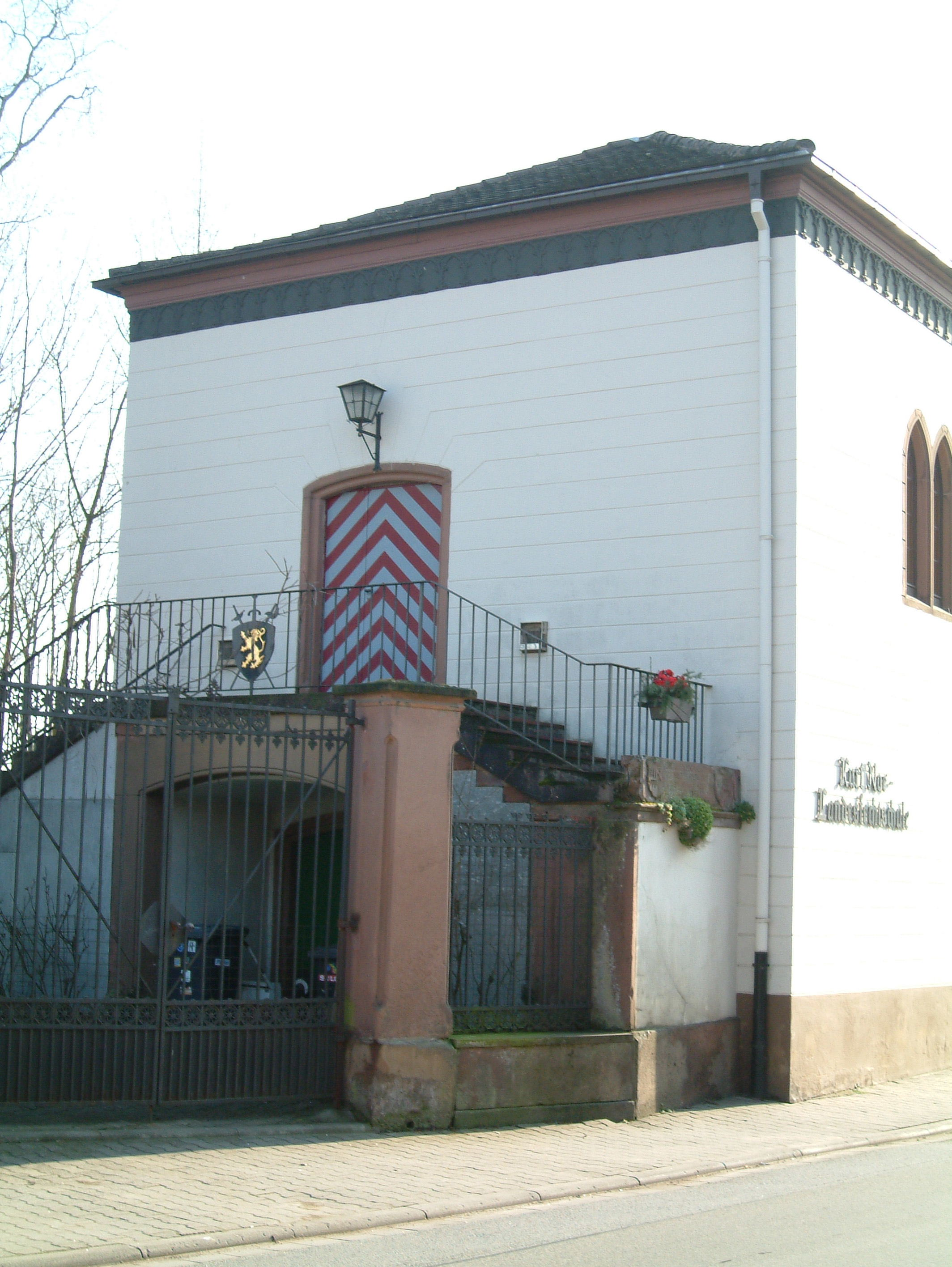
Nachfolgebau der Lerchschen „Burg“ in Dirmstein: die „Fechtschule“
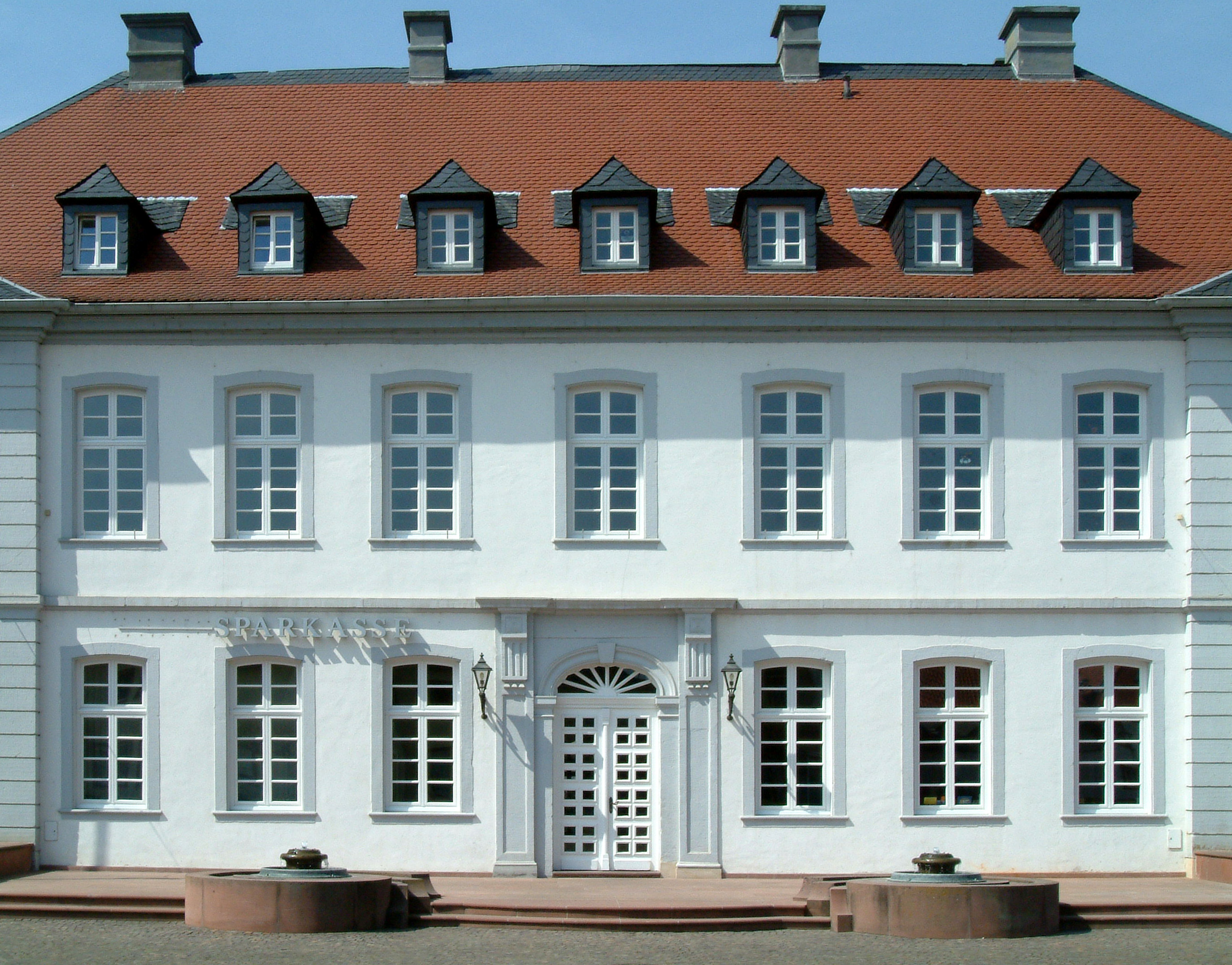
Aus dem Erbe der Familie Lerch in Dirmstein: das Sturmfedersche Schloss
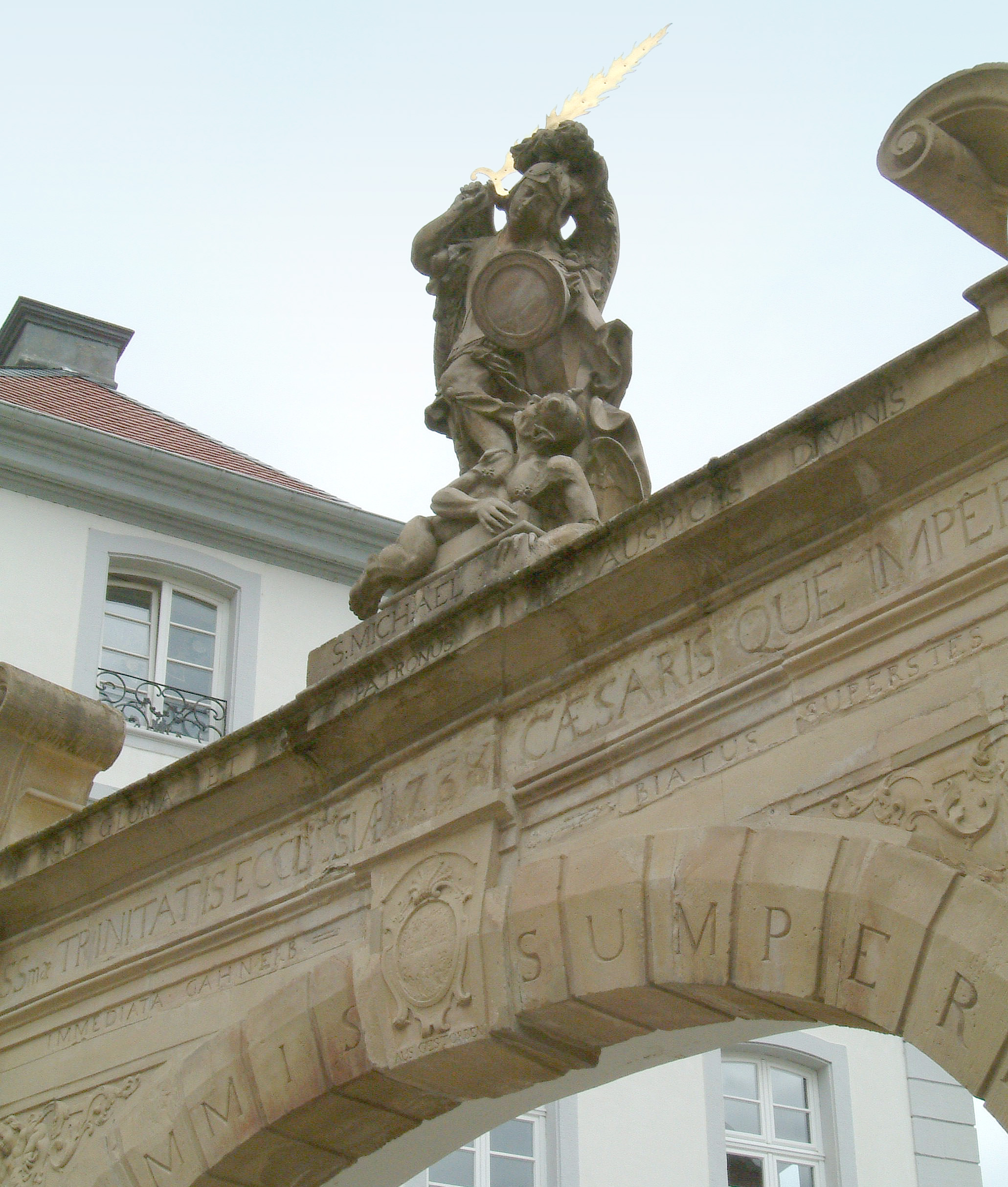
Michelstor: Kampf gegen den als Teufel dargestellten Bürgermeister

Insbesondere der vierte Caspar Lerch ab etwa dem Jahre 1600 und seine Erben aus dem Geschlecht Sturmfeder von Oppenweiler während des 18. Jahrhunderts entfalteten eine rege Bautätigkeit in Dirmstein. Weil der gesamte Ort 1689 durch französische Truppen im Pfälzischen Erbfolgekrieg eingeäschert wurde, ist wenig aus der Zeit davor erhalten. Von der „Burg“ des vierten Caspar Lerch existiert ein Nachfolgebau aus dem 19. Jahrhundert, die „Fechtschule“. Dort und am Sturmfederschen Schloss, das in der heutigen Form etwa von 1780 stammt, wurde in der Bauphase jeweils ein alter Stein aus der Zeit des Übergangs vom 16. zum 17. Jahrhundert eingemauert. Die identische Inschrift weist auf die Verflechtung der Familie mit der Historie beider Herrenhäuser hin:
| CASPAR LERCH DER DRITTE VND DOROTHEA ZV ELTZ EHELEVT CASPAR LERCH DER VIRTE VND MARTHA BRENDELIN EHELEVT |

Am Torbogen des Spitalhofs finden sich zwei weitere Inschriften, links CASP. LERCH 1602 und rechts CASPAR LERCH VÕ DVRMSTEIN.

## Äbtissin Anna Lerch von Dirmstein
Anna Lerch von Dirmstein (1580–1660), die Schwester des vierten Caspar Lerch, war die letzte Äbtissin des Klosters Rupertsberg bei Bingen und Nachfolgerin der hl. Hildegard. Als im Dreißigjährigen Krieg die Schweden das Kloster bedrohten, floh sie 1632 nach Köln, wobei sie das Haupt, das Herz und die Zunge der Heiligen mitnahm. Die anderen Körperreliquien und das Ordenskleid Hildegards verbarg sie im Grabgewölbe auf dem Rupertsberg. Sie sorgte dafür, dass alle Reliquien Hildegards der Vernichtung entgingen und schließlich über Mainz ins Kloster Eibingen gelangten, wo sie noch heute verehrt werden. Caspar IV. Lerch fertigte Aufzeichnungen über das Schicksal der Gebeine und die diesbezüglichen Aktivitäten seiner Schwester.

## Erlöschen
1699 starb die Familie Lerch im Mannesstamm aus, weil alle Enkel des vierten Caspar Lerch ohne weitere männliche Nachkommen blieben. Das beträchtliche Vermögen fiel deshalb schließlich an die Familie der zweitältesten Tochter, Maria Magdalena Dorothea (* 26. August 1612 in Tauberbischofsheim), die 1640 Philipp Friedrich Sturmfeder von Oppenweiler geehelicht hatte.
Caspar Lerchs Urenkel Marsilius Franz Sturmfeder von Oppenweiler (1674–1744) sollte legendär werden durch seinen Hader mit der Obrigkeit. Teilweise verschlüsselte Einzelheiten darüber verewigte er auf dem Michelstor, als er es 1738 an das nach ihm benannte Sturmfedersche Schloss anbauen ließ. Durch eingemeißelte Inschriften sowie eine Skulptur über dem Torbogen dokumentierte er seinen angeblich siegreichen Kampf gegen den Teufel, der als Sinnbild für den Bürgermeister als örtlichen Vertreter des Landesherrn steht.
Urenkelin von Marsilius Franz Sturmfeder von Oppenweiler war die unverheiratete Hofdame Louise von Sturmfeder (1789–1866), Erzieherin von Kaiser Franz Joseph von Österreich und seinem Bruder Kaiser Maximilian von Mexiko.
Der letzte Namensträger des Geschlechtes Sturmfeder starb 1901.

## Weitere Adelsgeschlechter in der Region
- Affenstein
- Flersheim
- Leiningen
- Leyser von Lambsheim
- Nagel von Dirmstein
- Sturmfeder von Oppenweiler
- Von der Hauben